# How Does the Grass Grow?
Pistes de The Next Day
Dancing Out in Space
(10) (You Will) Set the World on Fire
(12)
How Does the Grass Grow? est une chanson de David Bowie parue en 2013 sur l'album The Next Day. Son texte lugubre évoque un massacre de jeunes gens dans un pays d'Europe de l'Est — peut-être l'ancienne Yougoslavie —, dont les survivants sont étreints par la culpabilité et le remords. En contrepoint, la mélodie moqueuse et enfantine du refrain est un emprunt au tube instrumental Apache des années 1960.

## Description

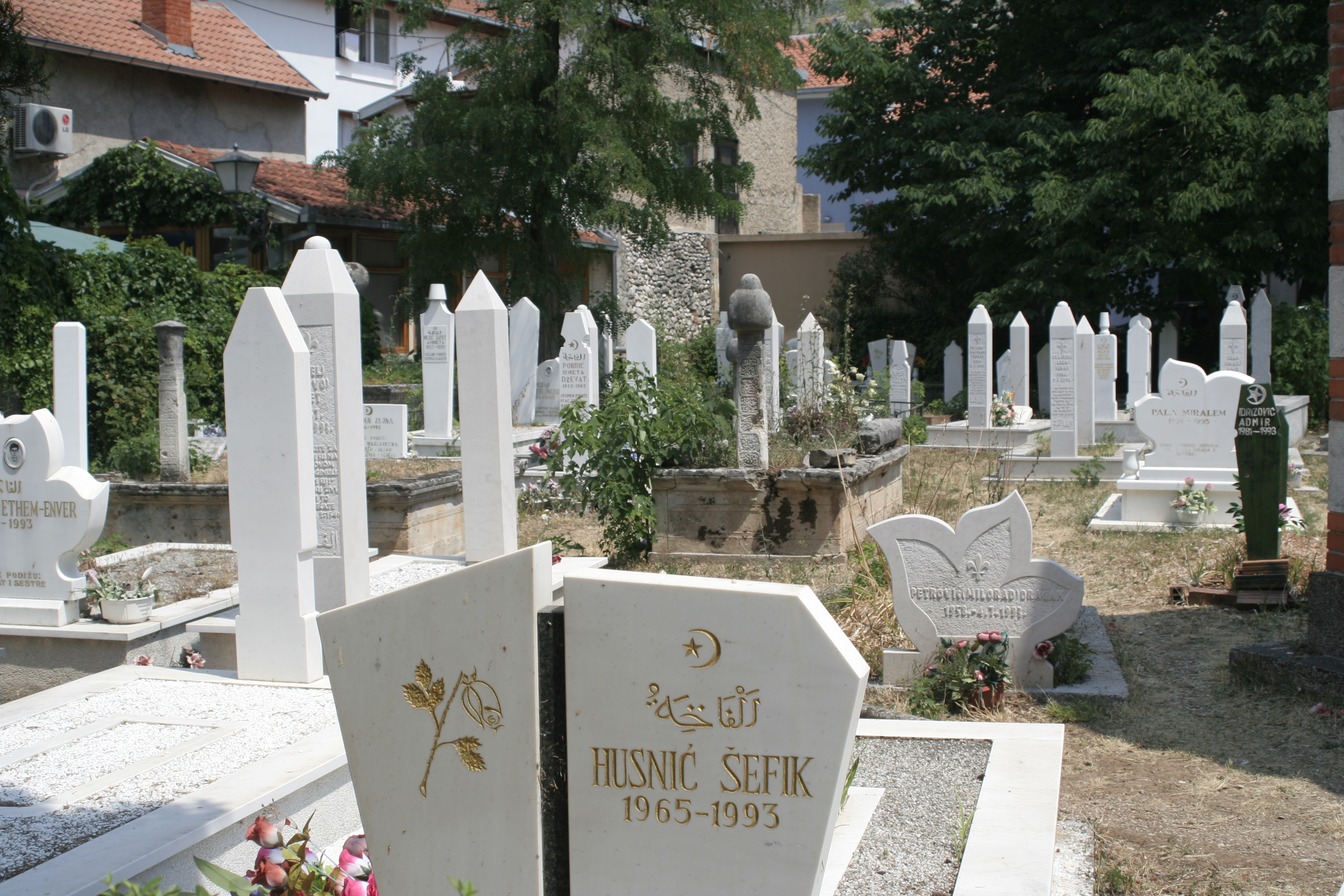
Dans le cimetière de Mostar, de nombreuses tombes témoignent des massacres des guerres de l'ex-Yougoslavie.

How Does the Grass Grow? est une chanson macabre sur une génération fauchée dans sa jeunesse par les atrocités d'une guerre. Pour son ami et producteur Tony Visconti, elle illustre comment les soldats sont entraînés à tuer sans émotion. Bowie la décrit en trois mots : Balkan, burial, reverse (« balkanique, enterrement, inverse »). Les indices semés dans son texte noir évoquent un pays d'Europe de l'Est, où les garçons conduisent des mobylettes lettones de la marque Riga-1 et les filles portent des jupes en nylon et des sandales de Hongrie, une phrase copiée dans une description de la ville russe de Joukovka brossée en 1967 par Svetlana Allilouïeva, la fille de Staline. Les massacres commis lors de la dislocation de la Yougoslavie pourraient avoir été la source d'inspiration de l'événement terrible évoqué, un bain de sang qui plonge les survivants dans le remords. Dans un mouvement pendulaire entre le passé et le présent, le narrateur s'interroge : « M'aimerais-tu toujours si les horloges pouvaient revenir en arrière ? Les filles se rempliraient de sang et l'herbe serait à nouveau verte ». Mais le refrain apporte une réponse lugubre :
« Where do the boys lie ? Mud, mud, mud
How does the grass grow? Blood, blood, blood. »
« Où les garçons sont-ils étendus ? La boue, la boue, la boue
Comment pousse l'herbe ? Le sang, le sang, le sang. »
Selon Tony Visconti, ce vers évoque une réplique du film de 1987 Full Metal Jacket où des recrues répondent à leur instructeur militaire : « What make the grass grow? Blood! Blood! Blood! », et plus anciennement des chants militaires américains et britanniques. Un poème de Carol An  Duffy, Last Post, pourrait avoir été une autre source d'inspiration : l'auteure y imagine le sang remontant vers les blessures d'un soldat de la Première Guerre mondiale, depuis la vase où il s'est répandu.

## Enregistrement
C'est une des premières chansons de l'album à avoir été enregistrées. Les pistes instrumentales sont captées le 3 mai 2011, mais Bowie ne pose sa voix que le 16 janvier 2012. Pour avoir repris, en la modifiant à peine, la mélodie du vers du refrain « Ya Ya Ya Ya, Ya Ya Ya Ya » au morceau Apache, joué par The Shadows dans les années 1960, Bowie crédite son compositeur Jerry Lordan (1934-1995). Cette phrase musicale d'apparence moqueuse et enfantine souligne en un contrepoint absurde l'horreur du texte. Avec les harmonies aiguës des arrangements qui selon Jérôme Soligny évoquent des œuvres de T. Rex, elle contribue à faire paradoxalement du titre un des morceaux les plus enjoués de l'album.

## Critiques
Nicholas Pegg souligne la maîtrise de l'interprétation de cette chanson « belle et sophistiquée » par le chanteur et ses musiciens, un « joyau caché » de l'album. Pour lui comme pour Jérôme Soligny, le pont notamment est d'une « beauté exceptionnelle ». 
Chris O'Leary l'associe à un thème récurrent chez Bowie, celui de la jeunesse trahie et sacrifiée par la civilisation, quel qu'en soit la génération (avec d'autres chansons comme The Stars (Are Out Tonight), The Informer, Valentine's Day et I'd Rather Be High).
Matthieu Thibault quant à lui n'est pas séduit par la ligne prise à Apache, qu'il qualifie de manque d'invention, mais voit dans le jeu de guitare et les accords d'ouverture et de conclusion du morceau « un pont entre les textures synthétiques de "Heroes" et la pop de Heathen ».

## Musiciens
- David Bowie : chant, production, claviers
- David Torn : guitare
- Tony Visconti : ingénieur, mixage, production
- Gerry Leonard (en) : guitare
- Gail Ann Dorsey : basse, chœurs
- Zachary Alford : batterie